# Guerra subsidiaria irano-saudí
La Guerra subsidiaria Iraní-Saudí, también conocida como conflicto subsidiario Iraní-Saudita, es una confrontación indirecta entre la República Islámica de Irán y el Reino de Arabia Saudita, dos potencias regionales con modelos políticos, ideológicos y religiosos enfrentados. Ambos países han estado envueltos durante décadas en una guerra de poder en Oriente Medio, especialmente visible en conflictos como la Guerra civil Siria y la Guerra civil Yemení, donde respaldan a bandos opuestos con apoyo militar, financiero y logístico. Este enfrentamiento ha sido denominado en diversas ocasiones como la "Guerra Fría de Oriente Medio", en referencia a su naturaleza indirecta y a la multiplicidad de frentes abiertos a través de terceros actores.
El conflicto se desarrolla en múltiples niveles: el más visible es la histórica rivalidad religiosa entre las ramas Sunita (representada por Arabia Saudita) y Chiita (liderada por Irán) del islam. Sin embargo, también abarca dimensiones Geopolíticas, con ambos estados compitiendo por la Hegemonía regional, y económicas, especialmente en relación con el control y la influencia en los mercados Globales del Petróleo. Algunos analistas enmarcan esta disputa dentro de una Nueva Guerra Fría, en la que potencias globales como Rusia y China tienden a respaldar a Irán, mientras que Estados Unidos y el Reino Unido apoyan tradicionalmente a Arabia Saudita.}}
Ambos países han apoyado a diferentes facciones en numerosos conflictos, incluyendo Siria, Yemen, Bahréin, Líbano, Irak y Qatar. Esta rivalidad también ha tenido repercusiones más allá del mundo árabe, influyendo en zonas estratégicas como África del Norte y Oriental, Asia Central, Sudeste Asiático, Bosnia y el Cáucaso.
Frecuentemente descrito como un conflicto sistémico en expansión, el enfrentamiento entre Irán y Arabia Saudita también se encuentra estrechamente vinculado a otras rivalidades regionales, como el Conflicto Indirecto entre Irán e Israel, la Crisis diplomática entre Qatar y Arabia Saudita, o la competencia estratégica entre Irán y Turquía en Siria y otras regiones. Estas dinámicas superpuestas contribuyen a mantener un clima de inestabilidad prolongada en Oriente Medio.
El 10 de marzo de 2023, ambos países restablecieron oficialmente relaciones diplomáticas, en un acuerdo mediado por China e Irak. El pacto incluyó el compromiso de Irán de cesar su apoyo militar a los rebeldes Hutíes en Yemen, lo cual fue interpretado como un posible punto de inflexión en el conflicto. Sin embargo, a pesar del deshielo diplomático, las tensiones estratégicas, sectarias y económicas continúan latentes, con enfrentamientos indirectos persistiendo en regiones clave como Yemen, Líbano e Irak.

## Antecedentes
El conflicto se remonta desde la Revolución iraní en 1979, cuando Irán se convirtió en una república islámica. Los revolucionarios islámicos iraníes hicieron llamamientos específicos al resto del mundo islámico para el derrocamiento de las monarquía islámicas de la región y su sustitución por repúblicas islámicas. Esto alarmó a sus vecinos árabes sunitas como Irak, Arabia Saudita, Kuwait y otros estados del Golfo Pérsico (la mayoría de los cuales eran monarquías islámicas y todos tenían poblaciones chiíes de un tamaño considerable). Los insurgentes islamistas aparecieron y aumentaron en Arabia Saudita (1979), Egipto (1981), Siria (1982), y en el Líbano (1983).
En 1980, el Nacionalismo árabe y el régimen dictatorial dominado por los musulmanes sunitas de Saddam Hussein de la vecina Irak, intentaron aprovecharse del caos revolucionario y destruir la revolución en su nacimiento. Esto dio lugar a la Guerra Irán-Irak que duraría ocho años, matando a cientos de miles de personas. Durante la guerra, Irak recibió el apoyo de muchos países de Oriente Medio, entre ellos Egipto, Jordania, Kuwait, Qatar, Arabia Saudí y Emiratos Árabes Unidos, que suministra la ayuda, ya sea financiera o militar a Irak para evitar que Irán exportara su "revolución islámica". 
Aparte de la Guerra Irán-Irak, Irán y Arabia Saudita han participado en una dura y tensa rivalidad, el apoyo a diferentes grupos armados en la Guerra Civil Libanesa, la Guerra Afgano-Soviética y otros conflictos regionales. 
Después del fin de la Guerra Fría, la República Islámica de Irán y el Reino de Arabia Saudita continuaron apoyando a los diferentes grupos de líneas sectarias Islámicas del Chiismo y Sunismo en Irak, Siria y Yemen

## Choques entre iraníes y saudíes
- Masacre de La Meca: el 31 de julio de 1987, las autoridades saudíes reprimieron una multitudinaria manifestación antiestadounidense y antisraelí de peregrinos iraníes en La Meca. Durante los disturbios murieron 400 peregrinos, 275 de ellos iraníes. En respuesta, grupos de manifestantes asaltaron la embajada saudí en Teherán y retuvieron al personal diplomático como rehenes. Uno de los funcionarios saudíes murió y, en abril de 1988, Arabia Saudí rompió relaciones diplomáticas con Irán por primera vez.[18]

- Programa nuclear de Irán: Arabia Saudita  apoyo las sanciones políticas y económicas en contra de Irán por su programa nuclear y demostró su disgusto al acuerdo 5+1 entre las Potencias Occidentales, Rusia e Irán que pusieron fin al conflicto de 15 años de duración.

- Intervención militar de Arabia Saudita en la rebelión en Baréin surgida por la Primavera árabe:  El 14 de marzo de 2011, autoridades de Baréin pidieron ayuda a la alianza militar Fuerza del Escudo de la Península, donde Arabia Saudita es el principal líder y sofocaron las protestas en Baréin de 2011 con la entrada de más de un millar de soldados sauditas.[19][20] Iran no se mostró indiferente a esta intervención y la consideró inaceptable.[20]

- Guerra Civil Siria  :  Arabia Saudita: apoyo militar y financiero saudita a la Oposición siria en la Guerra Civil Siria e Iran apoya militarmente al gobierno de Bashar al-Ásad que es un valioso aliado para Irán en la región.

- Guerra Civil Yemení  : Apoya militar y financiero de Irán a los Rebeldes Houthis en Yemen (aunque este lo niega) e Intervención armada saudita en favor del gobierno de Yemen en Guerra civil de Yemen de 2015: Los hutíes se rebelaron y tomaron partes de Yemen, incluyendo la capital Saná, y en 2015 obligaron a exiliarse al gobierno yemení. La injerencia de Irán en el problema de Yemen es un gran motivo de preocupación en Riad y una coalición liderada por Arabia Saudita ha venido combatiendo a los rebeldes liderando una intervención armada en el país.[21]

- Operación Coalición Roja: El día 11 de octubre de 2011, La Oficina Federal de Investigaciones (FBI) y la Administración para el Control de Drogas (DEA) había descubierto una trama vinculada a Iran pretendía cometer "un importante acto terrorista en Estados Unidos",  dos hombres ligados a la República Islámica de Irán se contactaron con miembros del conocido grupo de narcotraficantes mexicanos Los Zetas para atacar con bombas a la embajadas del Estado de Israel y del Reino de Arabia Saudita y entre los objetivos estaba asesinar al embajador de Arabia Saudita en Estados Unidos. El complot fue descubierto gracias a que un agente estadounidense en México que se hizo pasar por narcotraficante interesado en perpetrar el ataque y contactó a los iraníes encargados del operativo.[22][23][24] Irán negó los hechos.

- Estampida de La Meca de 2015: El gobierno y autoridades religiosas Iraníes  criticaron a los sauditas por el manejo pésimo de la Peregrinación anual del Hajj donde murieron 464 ciudadanos de Irán y amenazaron llevar el asunto a tribunales internacionales y a una reacción feroz.[25][26] En Teherán hubo prostestas por lo sucedido, lo que aumento esta rivalidad política[27][28]

- Irak: Arabia Saudita y los otros países del Golfo apoyaron a Sadam Husein durante la Guerra de Irán-Irak entre 1980 y 1988, y sufrieron ataques de Irán en su flota marina. Las relaciones diplomáticas de Irán y Arabia Saudita fueron suspendidas por tres años después de la guerra. Desde la caída de Sadam Husein debido a la Guerra de Irak, el Gobierno de Irak de mayoría Chiita se ha vuelto en un aliado importante de Irán en la región.[29]

- La ejecución del clérigo Nimr Baqr al-Nimr: La muerte del clérigo Chiita Nimr al Nimr, acusado de "terrorismo" por inspirar un alzamiento en 2011 y ejecutado en Arabia Saudí, ha causado una ola de indignación entre los chiíes de la región.[30][31] Nimr fue una de las 47 personas ejecutadas tras haber sido halladas culpables por las autoridades sauditas de ofensas relacionadas con el Terrorismo, su lucha era contra las discriminaciones que sufría esta comunidad por parte de los Sunnitas que está al frente del pais Saudita.[32] Tras conocerse su ejecución, las autoridades religiosas y políticas Iraníes condenaron la acción, cientos de manifestantes lanzaron bombas incendiarias y asaltaron la embajada de Arabia Saudita en Teherán.[33] Lo que provocó que ambos países rompieran Relaciones diplomáticas.[34][35]

- Ataque con misiles a la Embajada iraní en Saná: El régimen iraní denunció que Real Fuerza Aérea Saudí atacó a principio del mes de Enero con misiles su Embajada en Saná y en donde varios guardias de la legación diplomática resultaron heridos en el ataque y tres fallecieron, este incidente se dio en el marca de la Guerra Civil Yemení.[36][37][38]
- Críticas en la Cumbre de la Conferencia Islámica de Estambul contra Irán : La cumbre de los líderes de la Organización para la Cooperación Islámica (OCI) realizada en el mes de Abril del 2016 en Turquía terminó con duras críticas contra Irán por su intervención en asuntos internos de otras naciones islámicas y su supuesto continuo apoyo al Terrorismo. Estas duras y explícitas críticas ponen de relieve la tensión que existe en Irán y Arabia Saudita, el reino Suní que esta ganado influencia en esta organización multilateral. La tensión había sido visible en la cumbre incluso al cruzar antes las cámaras de los medios de comunicación donde ambos mandatarios de las naciones islámicas pasaron sin saludarse.[39]

- Guerra cibernética : Grupos de hackers financiados por ambos países han lanzado una serie de ataques a páginas oficiales de instituciones, medios de comunicaciones, empresas y Website no oficiales de estos países, este enfrentamiento se ha intestificado en los últimos meses. Los expertos creen que estos enfrentamientos en el área informática han empezado desde el inicio de la década.[40]

- Prohibiciones de Viajes a Ciudadanos: La tensión entre Irán y Arabia Saudita sumó un nuevo capítulo ante la prohibición del régimen persa a sus ciudadanos a realizar la peregrinación musulmana anual del Haj a la Meca, en septiembre de 2016. El gobierno de Arabia Saudita sugirió que el incidente fue motivado políticamente como un medio para ejercer presión sobre el reino.[41][42][43] En la primera semana de enero de 2017, el Ministro Saudí de Peregrinos invitó a más de 80 países, entre ellos Irán, a la participación iraní en los próximos rituales del Hajj. Irán también ha confirmado la recepción de la invitación de Arabia y está dispuesto a discutir los arreglos para la temporada del Hajj del 2017. Se espera que la delegación iraní viaje a Arabia Saudita el 23 de febrero de 2017 para discutir la participación de los peregrinos iraníes.[44][45][46] El Reino de Arabia Saudi, en octubre de 2016 ha anunciado que sus ciudadanos no pueden viajar a varios países de la región, entre estos Irán, revela un comunicado de la dirección general de entrega de pasaportes del Ministerio del Interior Saudita.[47][48]

- Cruce de declaraciones de mayo de 2017: hubo fuertes declaraciones entre los ministros de Defensa de Arabia Saudí e Irán en mayo de 2017 aumentado los desencuetros entres ambos países.[49][50][51][52]

- Apoyo saudí a los kurdos en Irán e Irak: el objetivo de Riad es debilitar la influencia de los chiíes que han aumentado su poder gracias a la evolución de Irak desde la caída de Saddam, y la llegada al poder en Irak. Un proceso en el que un Gobierno sunita pero amenazado e impredecible, fue sustituido por una mayoría chií. De acuerdo con las autoridades saudíes, la situación en la última década ha llevado a la marginación de la minoría suní, y la influencia iraní sobre los acontecimientos sobre el terreno en Irak. En este proceso, lo que es importante para los saudíes, es contrarrestar ese poder apoyando la creeacion de estado kurdo y que estos apoyen una rebelión en Irán.[53]

- Afganistán:La rivalidad ha contribuido a la actual inestabilidad en Afganistán. Afganistán comparte lazos históricos con Irán, y es estratégicamente importante para Arabia Saudita. Después de la Guerra Fría, la política de Arabia pasó de lucha contra la propagación del comunismo de contener la influencia iraní en Asia meridional y Central.[54] Arabia Saudita fue uno de los tres países a reconocer oficialmente al gobierno sunita talibanes en 1996, junto con sus aliados de Pakistán y los Emiratos Árabes Unidos. En 2001, la invasión de Afganistán y la remoción de los talibanes a raíz de los ataques del 11 de septiembre beneficiaron a Irán, que previamente había estado al borde de la guerra con el grupo. El cambio de régimen eliminó su principal amenaza a lo largo de sus fronteras orientales, y la caída de Saddam Hussein dos años más tarde reforzó aún más su posición, lo que le permitió reorientar sus esfuerzos en otras áreas de Oriente Medio como Siria y Yemen.[55]

- Pakistán: Desde 1989, Pakistán ha estado lidiando con conflictos sectarios. La diversa población del país se divide no sólo entre varias sectas del Islam, sino también a lo largo de varias ideologías. Tiene adeptos de las designaciones, chiíes, suníes y ahmadíes del islam, así como una minoría de hindúes, cristianos y sijs. La población es predominantemente suní y tiene entre el 20 y el 25% de los seguidores chiíes, lo que la convierte en la segunda nación más grande del mundo después de Irán con una población chií tan significativa. Alrededor del 2,3% de los musulmanes en Pakistán se identifican como ahmadíes. Aproximadamente el 1,6% de la población es hindú, cristiano, sij, jain, bahaí y budista. Típicamente los partidarios del budismo y del jainismo son comparativamente muy bajos. Los objetivos de los Yihadistas en Pakistán incluyen a los sunitas, los chiitas y los minoritarios Ahmadi, hindúes y cristianos.[56] Se estima que alrededor de 4.000 personas murieron en combates sectarios entre chiíes-suníes en Pakistán entre 1987 y 2007.[57] Desde 2008, miles de chiitas han sido asesinados por extremistas suníes según el grupo de derechos humanos Human Rights Watch[58] Un aspecto significativo de los ataques a los chiíes en Pakistán es que los militantes a menudo se dirigen a lugares de adoración chiita (Imambargah) durante las oraciones para maximizar las muertes y "enfatizar las dimensiones religiosas de su ataque".[59] Human Rights Watch también afirma que en 2011 y 2012 los grupos minoritarios hindúes, ahmadíes y cristianos de Pakistán "enfrentaron inseguridad y persecución sin precedentes en el país".[60][61] También se han reportado ataques contra santuarios sufíes por extremistas sunita.[62] En 2015, Pakistán declaró su neutralidad en el conflicto en Yemen después de las solicitudes saudíes de apoyo militar. Sin embargo, debido a su gran dependencia económica del país, Pakistán proporcionó cierto grado de apoyo encubierto, uniéndose a Somalia para enviar fuerzas de representación para ayudar a la campaña dirigida por Arabia Saudita contra los rebeldes Houthi. En 2016, Arabia Saudita buscó estrechar los lazos con Pakistán como parte de su política de "mirar al este" de ampliar su alcance a Asia oriental y meridional.

- Líbano:Arabia Saudita y los EAU prohíben a sus ciudadanos visitar el Líbano y suspende la ayuda militar debido a la posible influencia iraní y la negativa del Líbano a condenar el ataque contra la embajada saudita en 2016.[63] Líbano es un país que de por sí tiene un muy delicado balance de poder desde el fin de su Guerra Civil. Por décadas, Irán ha apoyado a Hezbolá, que es parte del gobierno libanés, también lucha en Siria y está presente en Yemen. Observadores creen que el príncipe ordenó la renuncia del primer ministro libanés, Saad Hariri, quien hizo el inesperado anuncio el fin de semana pasado en Arabia Saudita, país que lo apoya políticamente.Muchos libaneses creen que la renuncia de Hariri se debió a las presiones de los sauditas. El padre de Hariri, el ex primer ministro Rafik al-Hariri, fue asesinado en 2005 en un ataque con coche bomba por el que fue ampliamente responsabilizado Hezbolá con apoyo de Siria y de Irán. Hassan Nasrallah, líder de Hezbolá, acusó a Arabia Saudita de retener a Hariri contra su voluntad y de declararle la guerra a Líbano.Sin embargo, Hariri negó estos hechos y su auto exilio en Arabia Saudita es por motivos de seguridad e indicó su renuncia fue una llamada de atención para Líbano". Antes, el presidente de Líbano, Michel Aoun, había pedido a Arabia Saudita que clarificara la situación en la que se encuentra Hariri, cuya renuncia no ha aceptado.[64]

- Catar:Las relaciones entre Qatar y Arabia Saudita han sido tensas desde el comienzo de la Primavera Árabe.[65]  El país ha sido objeto de controversia en la rivalidad saudita-iraní debido a la preocupación desde hace mucho tiempo de Arabia Saudita por la relación de Qatar con Irán y los grupos militantes respaldados por Irán.[66] El 5 de junio de 2017 se inició la Crisis diplomática de Catar de 2017  entre dicho país y diversas naciones musulmanas —entre las que se encuentran Arabia Saudita, Baréin, Egipto, Emiratos Árabes Unidos, Libia, Maldivas y Yemen—, que anunciaron la suspensión de relaciones diplomáticas con Catar, acusando al país de dar soporte a distintos grupos terroristas de la región, incluyendo a Al Qaeda y el Dáesh, e interferir en la política interior de sus países.[67][68][69][70] El ministro de Exteriores de Qatar, Mohamed Abdulrahman Thani, rechazó las acusaciones de que Doha financia a los extremistas y afirmó que Qatar está dispuesto a negociar para buscar una solución a este conflicto.[71][72] Se menciona que el Jefe de Estado del Estado de Qatar dio un discurso en apoyo a Iran y organizaciones Yihadista  y pro Chita.[73] Qatar negó las acusaciones y afirmó que los hackers habían publicado declaraciones fabricadas en el sitio web de la agencia estatal de noticias Qatar.[74] Investigadores estadounidenses creen que la agencia de noticias fue violada por piratas informáticos rusos como parte de una campaña de noticias falsas en curso diseñada para causar divisiones diplomáticas entre los Estados Unidos y sus aliados en la región, a pesar de que Moscú negó su participación. El repentino aislamiento económico obligó a Qatar a dirigirse a Turquía e Irán para abastecerse de alimentos, agua y seguridad debido que Turquía envió tropas.[75][76][77][78][79] Los medios de comunicación árabes afirman que Qatar ha aceptado secretamente formar parte de una esfera de influencia chiita iraní que Teherán está tratando de crear en el Medio Oriente y que incluiría a Líbano (Hezbollah), Siria (Assad) e Irak (gobierno mayoritario chiita)[80] y en una conversación telefónica con el presidente iraní, Hassan Rouhani, Emir Al Thani dijo que quería que los lazos con Irán fueran "más fuertes que nunca".  Qatar[81] afirma que Hezbollah respaldado por Irán es un movimiento de resistencia contra la ocupación israelí, no un grupo terrorista.[82] Los medios árabes también afirman que un miembro de la Casa gobernante de Qatar, Sheikh Abdullah bin Nasser bin Abdullah, Al Ahmed Al Thani tuiteó que el gobernante de Qatar Tamim ha "unido fuerzas con Irán contra sus hermanos y creado grupos terroristas y publicado batallones electrónicos para vencer sus oponentes".[83] Los medios saudíes alegaron que los Guardias Revolucionarios de Irán están protegiendo al gobernante de Qatar Tamim bin Hamad Al Thani dentro de su palacio.[84]

- Lanzamiento de Misil de Fabricación Iraní por los Houthis a Riad: Arabia Saudita anunció que interceptó y destruyó el día 4 de noviembre de 2017 un misil que iba en dirección de su capital, Riad, después de su lanzamiento desde Yemen. Los Rebeldes Houthis se responsabilizan de los hechos. El misil lanzado por los rebeldes yemeníes hacia la capital de Arabia Saudita "tenía marcas iraníes", aseguró el teniente general Jeffrey L. Harrigian, máxima autoridad de la Fuerza Aérea de Estados Unidos en Medio Oriente. La confirmación se dio durante una conferencia de prensa en Dubai. La coalición militar encabezada por Arabia Saudita había acusado a Irán de ser el responsable del lanzamiento del proyectil, que terminó siendo interceptado sobre Riad. Al día siguiente, cerró todas las fronteras aéreas, marítimas y terrestres con Yemen, que está hundido en una cruenta guerra civil.[85][86] Posteriormente los Houthis han lanzado varios misiles y proyectiles a varias ciudades de Arabia Saudita durante el conflicto.

- Protestas en Irán de 2017-2018: Alí Shamjaní, secretario del Consejo Superior de Seguridad Nacional iraní, indicó que Estados Unidos, Reino Unido y Arabia Saudí están detrás de las protestas en Irán. Esos países encabezan las campañas en las redes sociales e influyen en la realización de las manifestaciones de fin de año 2017 e inicio del 2018.[87][88] También se culpó a Israel de instigar las protestas. El Primer ministro de Israel Benjamín Netanyahu por medio de un vídeo comunicado negó la acusación de que Israel está involucrado en la organización de las protestas en Irán, calificándola de "falsa" y "ridícula".[89][90][91]

- Conflicto israelí-palestino: Tanto Irán como Arabia Saudita han empleado diferentes métodos para resolver el conflicto israelo-palestino. Irán ha preferido un enfoque de confrontación, armando y financiando grupos guerrilleros como Hamás y Hezbolá (y otras organizaciones de menor importancia como Yihad Islámica Palestina y Frente Popular para la Liberación de Palestina) en su actual conflicto de poderes con Israel. Arabia Saudita ha adoptado un enfoque diplomático, como respaldar las negociaciones de Fatah con Israel y la Iniciativa de Paz Árabe anunciada en 2002 y refrendada en 2007 y 2013 para lograr un acuerdo de paz general con Israel.[92]

- La XXIX cumbre de la Liga Árabe, en la ciudad saudí de Al Zahran.: La XXIX cumbre de la Liga Árabe celebrada en la ciudad de Al Zahran, Arabia Saudí ha servido para reiterar el apoyo de los países a los palestinos y para condenar nuevamente la injerencia de Irán la región. Los países participantes, que han hecho un llamamiento para consolidar y fortalecer la acción árabe conjunta, han rechazado una vez más la injerencia de Irán en "los asuntos internos de los países árabes". El rey de Arabia Saudí, Salmán bin Abdulaziz ha acusado a Teherán de ser una "amenaza a la seguridad nacional árabe" y por sus "intentos de desestabilización de la seguridad" y de difundir "el sectarismo". Asimismo, el organismo ha condenado a las milicias chiíes hutíes de Yemen, apoyadas por Irán, por el lanzamiento de misiles, que se ha intensificado en las últimas semanas, contra varias ciudades de Arabia Saudí.[93][94] El portavoz de la Cancillería iraní Bahram Qasemi, reprochó el comunicado emitido por la Liga Árabe en el que acusa a Teherán de interferir en la región de Oriente Medio y señaló que la declaración final de la Cumbre de la Liga Árabe celebrada el domingo en Arabia Saudita no consiguió averiguar las causas de la crisis en la región y ofrece mentiras improductivas sobre Irán.[95][96]

- Atentado de Ahvaz de 2018: Fue un atentado terrorista ocurrido el 22 de septiembre de 2018, cuando un desfile militar de los Cuerpos de la Guardia Revolucionaria Islámica fue atacado en la ciudad de Ahvaz, en el suroeste de Irán.[97] El Movimiento de Lucha Árabe para la Liberación de Ahwaz y el Estado Islámico de Irak y el Levante se atribuyeron la responsabilidad del ataque.[98] El ataque dejó 25 víctimas mortales, incluido un niño de 4 años.[99] Fue el ataque terrorista más mortífero en Irán desde los atentados suicidas de Chabahar en 2010.[100] Irán afirma que los Estados Unidos y las monarquías del Golfo Pérsico son los responsables intelectuales del ataque.[101]

- Crisis del Golfo Pérsico de 2019-2020: La monarquía Saudita acusó a Irán de atacar un importante oleoducto con drones dentro del país en 2019,[102] varios barcos petroleros en mayo y en junio del mismo año,[103][104] de desfiar la paz regional y mundial y además en una reunión del Consejo de Cooperación del Golfo solicitó a sus aliados regionales a responder con todos los medios de fuerza y dureza a las intenciones del régimen persa.[105] Irán niega las acusaciones sauditas.[106] El comandante en jefe del Cuerpo de los Guardianes de la Revolución, Hosein Salamí, insistió en que Irán no participó en el sabotaje a cuatro petroleros en el golfo Pérsico, en rechazo a las acusaciones en ese sentido vertidas por los gobiernos saudita y estadounidense.[107] Por su parte, el Ministerio de Exteriores de Irán acusó a Arabia Saudí de adoptar "un enfoque equivocado al sembrar semillas de discordia entre los países islámicos y regionales".[107] Arabia Saudí organizó tres cumbres consecutivas del Consejo de Cooperación del Golfo, de la Liga Árabe y de la Organización de Cooperación Islámica para recabar apoyos frente a Irán,[108] pero no logró el consenso esperado.Antes del inicio de la cumbre ayer de la Organización de Cooperación Islámica, el presidente iraní, Hasan Rohaní, pidió en una carta a sus miembros que "dejen de lado los conflictos" entre ellos y "se unan contra la siniestra conspiración contra Palestina".[107]